# Le Tanneux von Saint Paul (Adelsgeschlecht)

Wappen der Le Tanneux von St. Paul

Die Le Tanneux von Saint Paul sind ein Adelsgeschlecht, das aus der Bretagne stammt und im 17. Jahrhundert als Hugenotten nach Preußen einwanderte.

## Geschichte
Erster urkundlich fassbarer Namensträger war François de Saint Paul, der in einer Urkunde auch François Le Tanneux dit Saint Paul genannt wird. Er wurde 1634 geboren, war Magister artium an der Sorbonne, dann an den Universitäten Heidelberg und Halle, bis er 1672 nach Berlin als kurfürstlich-brandenburgischer Hof-Sprachlehrer in die Mark Brandenburg berufen wurde. Philipp de Saint Paul (* 1678, † nach 1744) wurde am 22. Juli 1721 unter Anerkennung des französischen Adels als von Saint Paul in den preußischen Adel aufgenommen. Eine Familienlinie wurde ohne besondere Anerkennung zum preußischen Adel gerechnet.
Am 9. Juni 1866 erfolgte für Ulrich von Saint Paul die Namensvereinigung mit der Familie Illaire. Schließlich erkannte das Kgl. Preußische Heroldsamt am 24. Januar 1889 die Berechtigung zur Führung des Namens Le Tanneux von Saint Paul für die Nachkommen des Majors Friedrich von Saint Paul an.
Der umfangreichste Großgrundbesitz der Familie befand sich in den 1930er Jahren in Ostpreußen, im Kreis Heiligenbeil, das Fideikommiss um Jäcknitz mit Rosen, Woyditten und das Rittergut Otten, damals im Besitz des Leopold von Saint-Paul-Otten (1889–1968), respektive nachfolgend des Ulrich Le Tanneux von Saint Paul (1887–1971); sowie Vorwerk Mühlenwalde bei Schönrade im Eigentum des Walter von Saint-Paul.

## Wappen
In Silber ein mit drei silbernen Pilgermuscheln belegter roter Schräglinksbalken, oben belegt von einem roten Tempelherrenkreuz, unten von einem grünen Palmzweig, der nach anderer Lesart auch ein Ölzweig sein kann. Auf dem Helm mit rot-silbernen Decken das Tempelherrenkreuz. Devise: ferme et fidèle.
Der damalige Capitain-Leutnant Ulrich Maximillian Le Tanneux von Saint Paul nahm den Namen Jllaire seiner Ehefrau hinzu. Sein Wappen blieb dennoch unverändert.

Großes Wappen der Familie Le Tanneux von Saint Paul
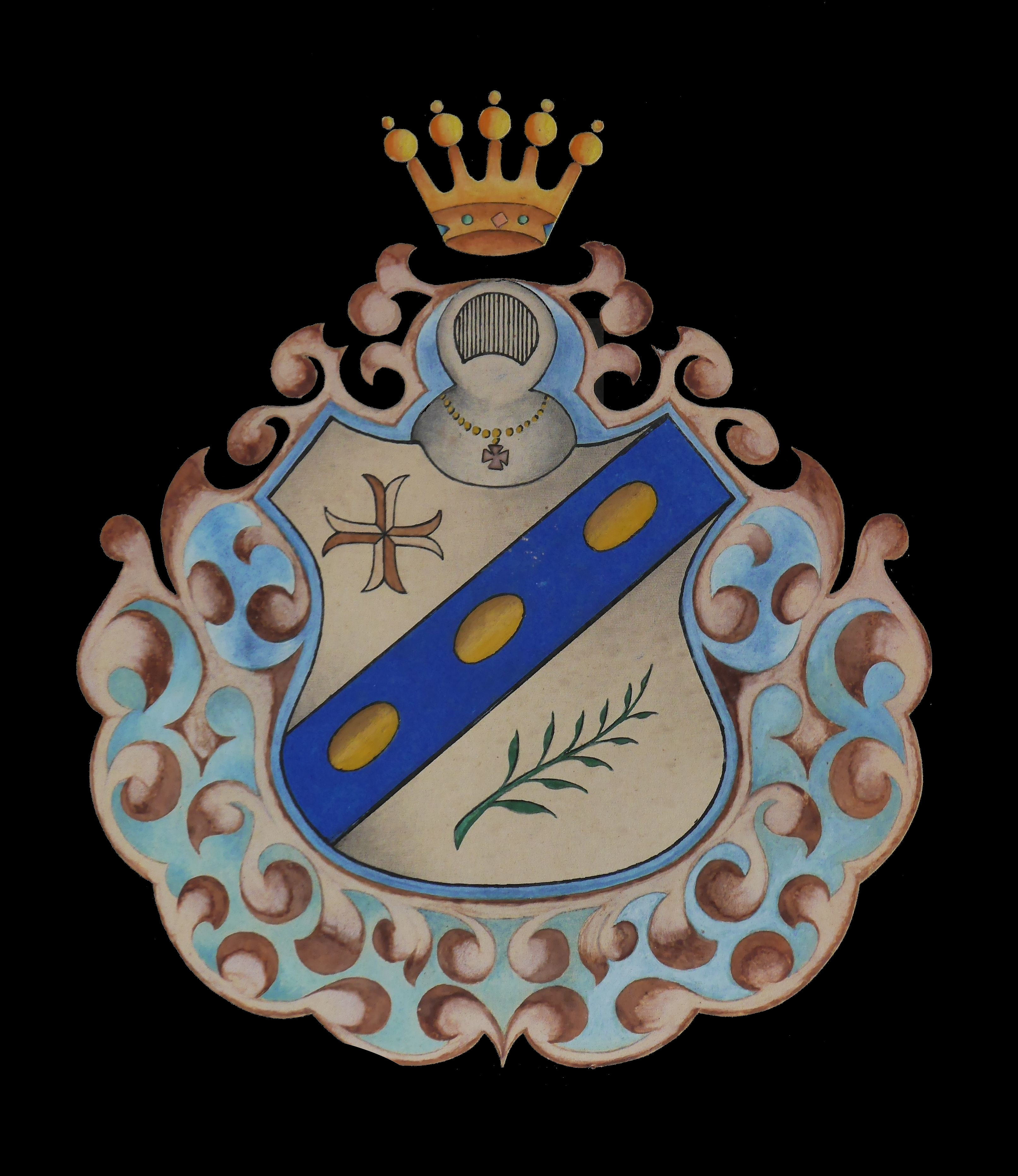
Wappen der „de Saint-Paul“ aus Böhmen mit derselben Schildgestaltung, aber abweichender Farbgebung
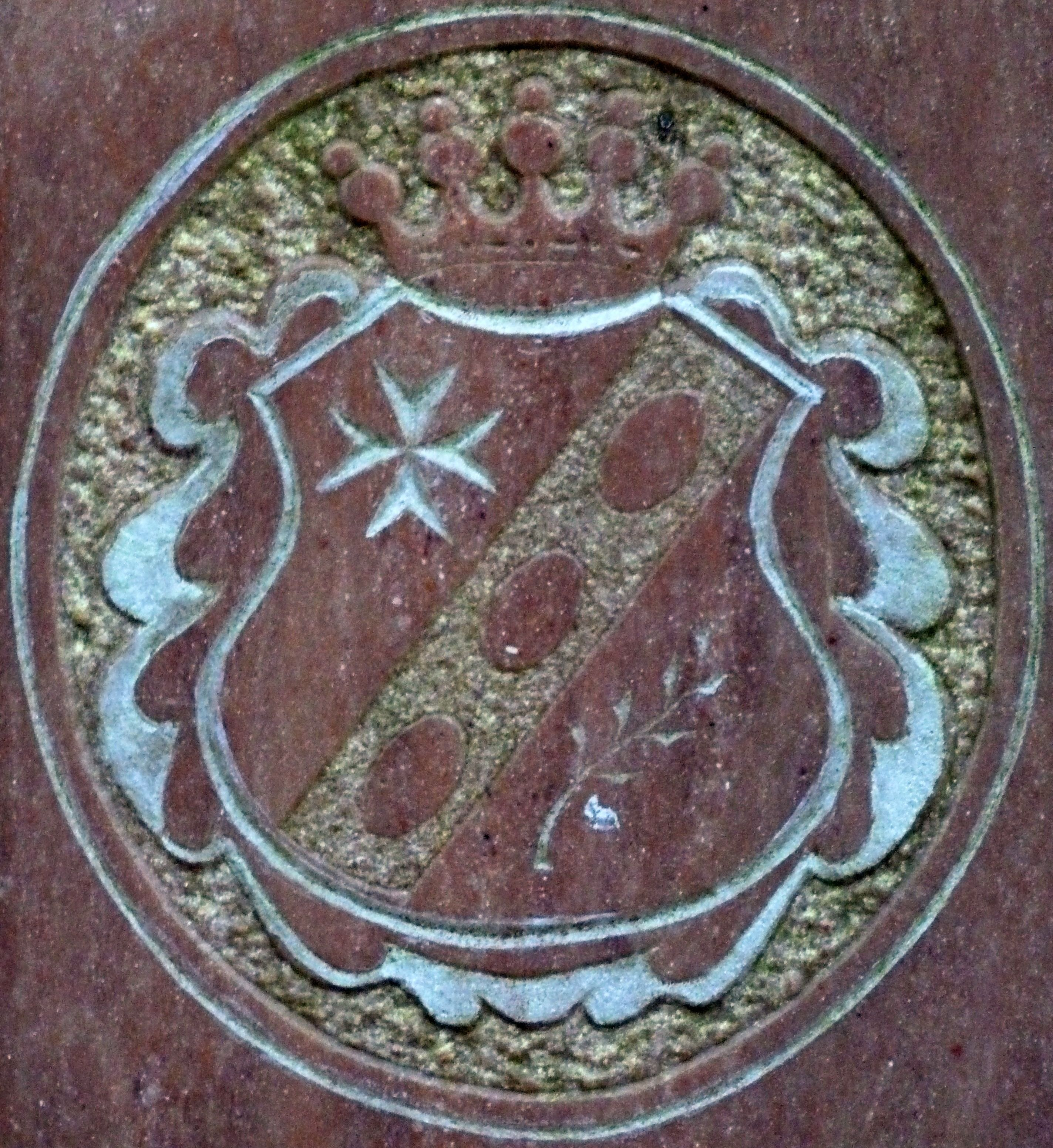
Heraldik der Familie de Saint-Paul, andere Farbgebung

## Familienmitglieder
- Friedrich von Saint Paul (1768–1813), preußischer Offizier und Träger des Ordens Pour le Mérite
- Guillaume (Wilhelm) Le Tanneux von Saint Paul (1722–1797), preußischer Hofrat und Richter der französischen Kolonie
- Hans Friedrich Le Tanneux von Saint Paul (1897–1961), preußischer Landrat des Kreises Militsch, Schlesien
- Julius von Saint Paul (1803–1849), preußischer Offizier und Kommandeur der 1. Infanterie-Brigade, gefallen vor Fredericia, Dänemark
- Moritz Le Tanneux von Saint Paul (1813–1892), preußischer Landrat und Landtagsabgeordneter
- Ulrich Maximilian Le Tanneux von Saint-Paul-Illaire (1833–1902), Marineoffizier, Mitglied des Deutschen Reichstags, Dendrologe
- Adalbert Emil Walter Le Tanneux von Saint Paul-Illaire (1860–1940), Botaniker und Bezirksamtmann in Deutsch-Ostafrika
- Wilhelm Le Tanneux von Saint Paul (1776–1850), preußischer Geheimer Oberregierungsrat, Oberbürgermeister von Potsdam[5]